# آزادی و فرهنگ
آزادی و فرهنگ (به انگلیسی: Freedom and Culture)، کتابی نوشته جان دیویی است. این کتاب که در سال ۱۹۳۹ منتشر شد، و دفاعی تحلیلی از دموکراسی است که در زمانی نوشته شده‌است که رژیم‌های دموکراتیک با رژیم‌های غیردموکراتیک جایگزین شده بودند و در زمانی که مارکسیسم به‌عنوان یک نیروی سیاسی قدرتمند تلقی می‌شد.

## فصل‌ها

#### مسئله آزادی
دیویی باور دارد که طبیعت انسان تحت تأثیر نیروهای مختلفی شکل می‌گیرد که بسیاری از آن‌ها ریشه در فرهنگ دارند. برخی سعی کرده‌اند رفتار انسان را با عشق به آزادی، دنبال کردن منافع شخصی، میل به قدرت یا شرایط اقتصادی توضیح دهند. اما این دیدگاه‌ها به زمان خودشان وابسته‌اند و وقتی نادرستی‌شان آشکار می‌شود، واکنش‌هایی به دنبال می‌آورد که اهمیت بیش‌ازحد داده‌شده به یک عامل را کم‌رنگ می‌کند.

#### فرهنگ و طبیعت انسان
به نظر دیویی، آزادی برای عده‌ای با فردیت و برای دیگران با عقلانیت یا قانون گره خورده است. برخی آن را به کشاورزان و برخی به سرمایه‌داران نسبت داده‌اند. فردگرایی (آزادی) و کنترل اجتماعی (قانون) اغلب به‌عنوان دو سر طیف دیده شده‌اند که آزادی باید میان آن‌ها راه خود را پیدا کند. اما در حقیقت، این دو نیرو به شکل‌های گوناگون با هم در تعامل‌اند، نه اینکه صرفاً دو قطب جدا باشند.
برای اینکه افراد واقعاً آزاد باشند، باید شرایط اجتماعی مناسبی فراهم شود. دموکراسی خودبه‌خود پایدار نمی‌ماند و نمی‌توان آن را فقط با قانون اساسی تضمین کرد. دیکتاتوری‌ها هم فقط با زور دوام نمی‌آورند؛ آن‌ها گاهی با جلب احساسات آرمانی مردم، مثل حس همبستگی یا هیجان ساختن نظامی نو، پیش می‌روند.
آموزش عمومی و مطبوعات آزاد از دخالت دولت می‌توانند هم برای دموکراسی مفید باشند و هم برای توتالیتاریسم. این‌ها مردم را، که در دنیای مدرن با رویدادهای تأثیرگذار بر زندگی‌شان تماس مستقیم ندارند، با اطلاعات آماده و از پیش ساخته‌شده احاطه می‌کنند و آن‌ها را در برابر تبلیغات آسیب‌پذیر می‌سازند.

#### پیشینه آمریکایی
دیویی می‌گوید رهبران انقلاب آمریکا علیه بریتانیا به خاطر محدودیت‌های تجاری و مالیاتی به پا خاستند. این انگیزه بعداً به این ایده تبدیل شد که هر حکومتی جز حکومتی که خودخواسته باشد، با طبیعت و حقوق انسان سازگار نیست. این نگاه ساده به دموکراسی در شرایط ساده آن زمان شکل گرفت: انسان‌ها به‌طور طبیعی دنبال آزادی شخصی‌اند، یعنی رهایی از سلطه بر باورها و رفتارشان. خطر اصلی برای آزادی، قدرت‌طلبی مقامات دولتی است. پس با محدود کردن سوءاستفاده از قدرت، آزادی تضمین می‌شود. این ایده در آمریکا تأثیر عمیقی گذاشت.
اما حالا که شرایط پیچیده‌تر شده، عده‌ای معتقدند توسعه اقتصادی به دموکراسی آسیب می‌زند و باید تحت کنترل دولت باشد. نیروهای غیرشخصی در مقیاسی بزرگ به راه افتاده‌اند و افراد حس می‌کنند کنترل زندگی‌شان را از دست داده‌اند. این تغییرات، هماهنگی قدیمی بین آزادی و برابری را زیر سؤال برده است. سازمان‌دهی کارگران و سرمایه‌داران هم، که بخشی از رشد اقتصادی است، زمانی ضد دموکراسی تلقی می‌شد.
این حس از دست دادن کنترل، هم کارگران و هم سرمایه‌داران را به سمت روش‌های توتالیتر سوق می‌دهد تا امنیت بیشتری پیدا کنند. از سوی دیگر، بی‌اعتمادی به این گروه‌ها باعث می‌شود مردم به یک دیکتاتور احتمالی قدرت بیشتری بدهند تا تعادل برقرار کند. آیا نهادهای کنونی می‌توانند با این چالش‌ها روبه‌رو شوند؟ سوسیالیست‌های میانه‌رو پیشنهاد می‌کنند که دولت صنعت را تنظیم کند یا مالک آن شود، اما تجربه نشان داده که این راه‌حل‌ها تفاوت اساسی با سرمایه‌داری ایجاد نمی‌کنند و سؤال چگونگی سازگار کردن دموکراسی با شرایط امروزی همچنان بی‌پاسخ است.

#### اقتصاد توتالیتر و دموکراسی
این فصل نقدی است بر نظریه مارکسیستی که در آن زمان محبوب بود. مارکسیسم می‌گوید همه چیز، از روابط اجتماعی گرفته تا رفتارها، فقط به شرایط اقتصادی بستگی دارد و عوامل دیگر را نادیده می‌گیرد. حتی شرط اولیه مارکس که می‌گفت ساختارهای اجتماعی موجود می‌توانند بر آینده اثر بگذارند، کنار گذاشته شده است.
مارکسیسم فراتر از این، معتقد است که تغییرات اجتماعی از جنگ طبقاتی ناشی می‌شوند؛ جنگی که کارگران را از ستم گذشته آزاد می‌کند و به جامعه‌ای بی‌طبقه می‌رسد. این ایده، نسخه اقتصادی دیالکتیک هگلی است که در آن تضادها به هماهنگی می‌انجامد.
مارکسیسم در زمان خودش، وقتی بحث تکامل اجتماعی، فلسفه هگلی و جستجوی نظریه‌های فراگیر داغ بود، شکل گرفت. اما این نگاه به دنبال یک علت واحد برای همه چیز، حالا کهنه شده است؛ علم مدرن به جای علت‌یابی ساده، به روابط بین پدیده‌ها توجه می‌کند.
مارکسیسم به خاطر پرداختن به مسائل روز - مثل مبارزه کارگران و سرمایه‌داران یا چرخه‌های اقتصادی - طرفدار پیدا کرد. ساختار و جاذبه‌اش شبیه یک باور مذهبی است. در شوروی، این نظریه با کنترل تک‌حزبی و سرکوب مخالفان همراه شد و گروه کوچکی قدرت مطلق پیدا کردند تا آن را اجرا کنند.
این تجربه نشان می‌دهد که نمایندگی مردم، چندحزبی بودن و انتقاد مداوم از دولت به آزادی کمک می‌کند. هرچند اقتصاد در سیاست نقش دارد، این سازوکارها تعادل بهتری ایجاد می‌کنند تا یک ایده تک‌بعدی.

#### دموکراسی و طبیعت انسان
دیویی می‌نویسد: «نمی‌توانیم فکر کنیم که اگر طبیعت انسان را آزاد بگذاریم، خودبه‌خود به دموکراسی موفق می‌رسد. باید بپذیریم که دموکراسی یعنی باور به اینکه فرهنگ انسانی باید حرف اول را بزند؛ این یک ایده اخلاقی است، مثل هر چیزی که به آنچه باید باشد مربوط می‌شود.»

#### علم و فرهنگ آزاد
«علم با تأثیراتش بر فناوری، روابط انسانی را شکل می‌دهد. اگر نتواند راه‌های اخلاقی برای مدیریت این روابط پیدا کند، شکاف در فرهنگ مدرن چنان عمیق می‌شود که نه تنها دموکراسی، بلکه همه ارزش‌های متمدنانه نابود خواهند شد. فرهنگی که به علم اجازه می‌دهد ارزش‌های قدیمی را از بین ببرد اما به خلق ارزش‌های جدید توسط آن اعتماد ندارد، خودش را نابود می‌کند.»

## ترجمه فارسی
این کتاب با ترجمه‌ی رضا یعقوبی توسط نشر کرگدن (1403) منتشر شده است. 
- آزادی و فرهنگ، جان دیویی، ترجمه رضا یعقوبی، نشر کرگدن، 1403.